# SN 2009cg
SN 2009cg – supernowa typu Ia odkryta 17 marca 2009 roku w galaktyce A122617+4826. W momencie odkrycia miała maksymalną jasność 20,90m.